# Landkreis Münden
Der Landkreis Münden war ein Landkreis im Süden Niedersachsens, der von 1885 bis 1972 bestand. Namensgeber und Verwaltungssitz war die Stadt Münden, zur besseren Unterscheidung von Minden häufig Hannoversch Münden genannt.

## Geographie
Der Landkreis grenzte Anfang 1972 im Uhrzeigersinn im Norden beginnend an die Landkreise Northeim und Göttingen (beide in Niedersachsen), an die Landkreise Witzenhausen und Kassel, an die kreisfreie Stadt Kassel sowie an den Landkreis Hofgeismar (alle in Hessen).

## Geschichte
| Lage des Kreises Münden in der Provinz Hannover (1905) | Lage des Kreises Münden in der Provinz Hannover (1905) |
| ------------------------------------------------------ | ------------------------------------------------------ |
|                                                        |                                                        |

Der Kreis entstand 1885 im Zuge einer Neugliederung der preußischen Provinz Hannover aus dem alten Amt Münden, der bis dahin selbständigen Stadt Münden sowie der Gemeinde Meensen und dem Gutsbezirk Ellerode des alten Amts Reinhausen.
Am 1. Januar 1973 ging der Landkreis im Rahmen der kommunalen Gebietsreform in Niedersachsen mit den Landkreisen Göttingen und Duderstadt im neu gebildeten Landkreis Göttingen auf.
Das Kreisgebiet des Landkreises Münden hat für einige Institutionen, die die Kreisauflösung überdauert haben, auch weiterhin Bestand und wird als „Altkreis Münden“ bezeichnet. Zum Beispiel beziehen sich der Schulbezirk des Grotefend-Gymnasiums Münden, der Naturpark Münden, das Verbreitungsgebiet der HNA Mündener Allgemeine noch auf das alte Kreisgebiet.

### Anmerkung zum Namen
Der Name des Landkreises lautete „Münden“, die Kreisstadt wurde inoffiziell „Hannoversch Münden“ genannt, seit 1991 heißt sie „Hann. Münden“.

### Bevölkerungsentwicklung
| Jahr | Einwohner |
| ---- | --------- |
| 1885 | 22.086    |
| 1905 | 26.530    |
| 1925 | 27.738    |
| 1933 | 29.033    |
| 1939 | 31.081    |
| 1946 | 44.382    |

| Jahr | Einwohner |
| ---- | --------- |
| 1950 | 47.686    |
| 1956 | 44.025    |
| 1961 | 44.189    |
| 1970 | 44.361    |
| 1971 | 44.000    |

## Politik

### Landräte
- 1885–1899 Wilhelm von Düring (seit 1881 Amtmann des Kreises als Nachfolger von Gustav Scharlach)
- 1900–1929 Hans von Stockhausen
- 1930–1932 Reinhard Weber
- 1934–1939 Albert Wirsel
- 1940–1945 Hermann Kratzin
- 1945–1946 Rudolf Haarmann
- 1948–19xy Gerhard Werner
- 19xy–1972 Fritz Michalski

## Gemeinden
Die folgende Liste enthält alle Gemeinden, die dem Landkreis Münden angehörten, mit ihrer Einwohnerzahl von 1961 sowie alle Eingemeindungen:
| Gemeinde                | Ew. 1961 | eingemeindet nach | Datum der Eingemeindung |
| ----------------------- | -------- | ----------------- | ----------------------- |
| Barlissen               | 253      | Jühnde            | 1. Januar 1973          |
| Benterode               | 642      | Staufenberg       | 1. Januar 1973          |
| Blume                   |          | Münden            | 1915                    |
| Bördel                  | 162      | Dransfeld         | 15. Juli 1968           |
| Bonaforth               | 683      | Münden            | 1. Januar 1973          |
| Bühren                  | 649      |                   |                         |
| Bursfelde               | 92       | Hemeln            | 15. Juli 1968           |
| Dahlheim                | 214      | Uschlag           | 1. Juli 1965            |
| Dankelshausen           | 348      | Scheden           | 1. Januar 1973          |
| Dransfeld, Stadt        | 2.572    |                   |                         |
| Ellershausen bei Münden | 310      | Niemetal          | 1. Januar 1973          |
| Escherode               | 571      | Uschlag           | 1. Februar 1971         |
| Gimte                   | 960      | Münden            | 1. Januar 1973          |
| Hedemünden              | 1.742    | Münden            | 1. Januar 1973          |
| Hemeln                  | 912      | Münden            | 1. Januar 1973          |
| Imbsen                  | 345      | Niemetal          | 1. Januar 1973          |
| Jühnde                  | 784      |                   |                         |
| Landwehrhagen           | 1.489    | Staufenberg       | 1. Januar 1973          |
| Laubach                 | 356      | Münden            | 1. Januar 1973          |
| Lippoldshausen          | 711      | Münden            | 1. Januar 1973          |
| Löwenhagen              | 272      | Niemetal          | 1. Januar 1973          |
| Lutterberg              | 830      | Staufenberg       | 1. Januar 1973          |
| Meensen                 | 451      | Scheden           | 1. Januar 1973          |
| Mielenhausen            | 420      | Münden            | 1. Januar 1973          |
| Münden, Stadt           | 20.210   |                   |                         |
| Niederscheden           | 460      | Scheden           | 1. April 1964           |
| Nienhagen               | 290      | Staufenberg       | 1. Januar 1973          |
| Oberode                 | 778      | Münden            | 1. Januar 1973          |
| Oberscheden             | 910      | Scheden           | 1. April 1964           |
| Ossenfeld               | 149      | Dransfeld         | 1. Januar 1973          |
| Scheden                 |          |                   |                         |
| Sichelnstein            | 364      | Staufenberg       | 1. Januar 1973          |
| Speele                  | 940      | Staufenberg       | 1. Januar 1973          |
| Spiekershausen          | 543      | Staufenberg       | 1. Januar 1973          |
| Uschlag                 | 1.539    | Staufenberg       | 1. Januar 1973          |
| Varlosen                | 443      | Niemetal          | 1. Januar 1973          |
| Varmissen               | 176      | Dransfeld         | 1. Januar 1973          |
| Volkmarshausen          | 807      | Münden            | 1. Januar 1973          |
| Wiershausen             | 789      | Münden            | 1. Januar 1973          |

## Kfz-Kennzeichen
Am 1. Juli 1956 wurde dem Landkreis bei der Einführung der bis heute gültigen Kfz-Kennzeichen das Unterscheidungszeichen HMÜ zugewiesen. Es leitet sich von der ehemaligen Kreisstadt Hannoversch Münden bzw. Hann. Münden ab und wurde bis zum 7. März 1973 ausgegeben. Seit dem 15. November 2012 ist es aufgrund der Kennzeichenliberalisierung im Landkreis Göttingen erhältlich (mit Ausnahme der Kreisstadt, die über eine eigene Zulassungsstelle verfügt).